# Södermanlands runinskrifter Fv1973;189
Sö Fv1973;189 är en runsten vid Julita gård i Södermanland. Den upptäcktes 1972.
Runstenen påträffades vid arkeologisk undersökning av Julita kloster (se 36:1) i klosterkyrkans södra grundmur, där den tjänat som tröskelsten i kyrkans sydportal.

## Inskrift
Stenen har inskriften:
Translitterering av runraden:
: urmar : raisti : stin : þisa : aftiʀ : þurkil : (f)aþur : ¶ : sin :
Normalisering till runsvenska:
Ormarr ræisti stæin þessa/þennsa æftiʀ Þorkel, faður sinn.
Översättning till nusvenska:
Ormar reste denna sten efter Torkel, sin fader.